# Gens Vergilia
La gens Vergilia era una gens romana.
Nome di probabile origine etrusca ma di significato ignoto. Secondo alcune fonti la gens Vergilia deriverebbe il suo nome dalla costellazione delle Pleiadi, conosciute presso i Romani come Vergiliae: le Pleiadi, in epoca antica, erano un punto di riferimento per i marinai durante i loro viaggi notturni.
La gens Vergilia, diffusa in tutta Italia, era attestata a Verona, Aquileia, Cremona e Brescia.

## Membri della gens

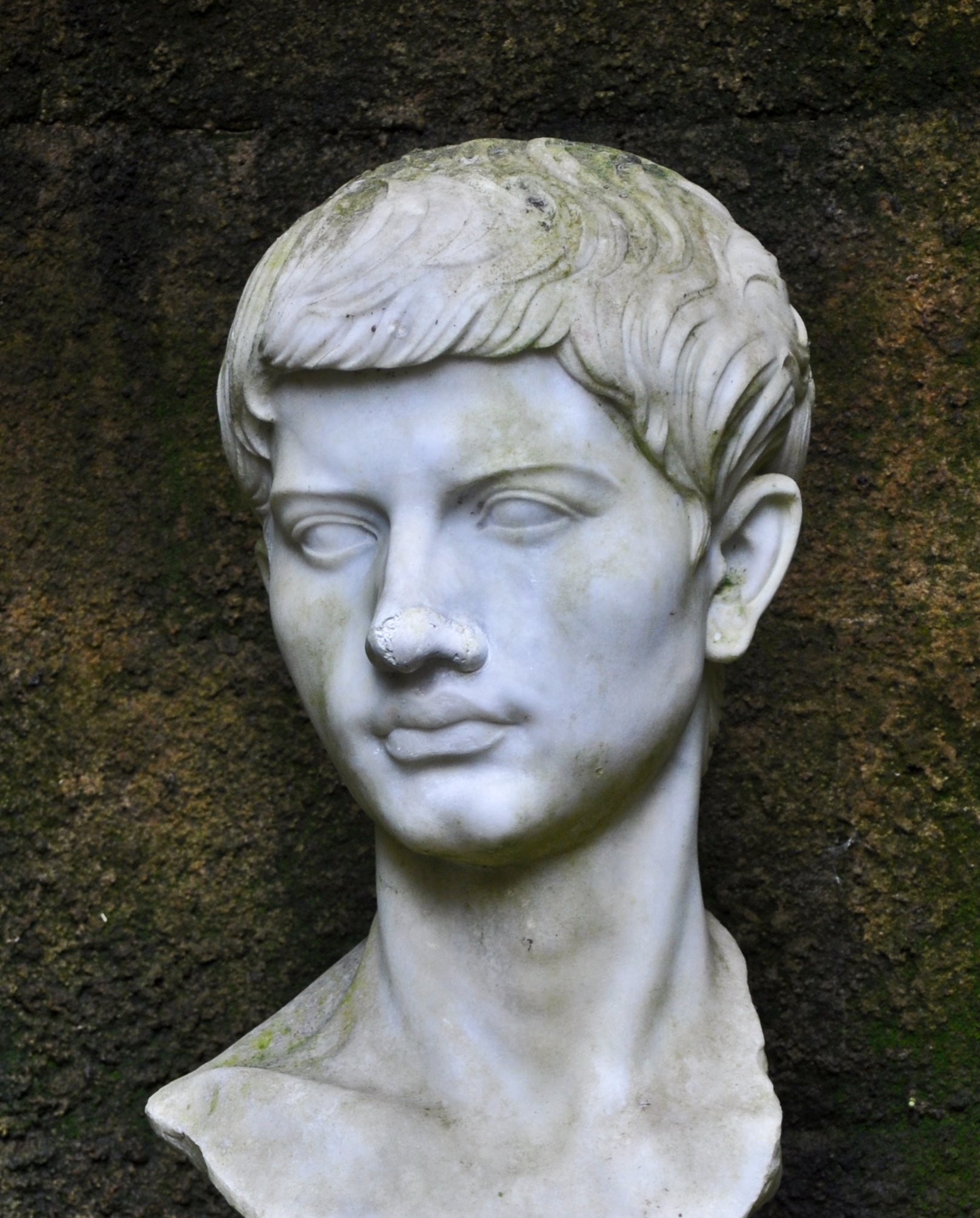
Napoli, busto di Virgilio.

- Marco Virgilio: tribuno della plebe nell'87 a.C., avviò dei procedimenti giudiziari contro Silla su istigazione di Cinna.[4]
- Gaio Virgilio Balbo: pretore nel 62 a.C., propretore in Sicilia nel 61 a.C.;
- Stimicone Virgilio Marone:[5] padre del poeta Virgilio.
- Publio Virgilio Marone: poeta, nato il 15 ottobre del 70 a.C.[6]